# Down Fall the Good Guys
Down Fall the Good Guys – drugi album studyjny brytyjskiej grupy heavymetalowej Wolfsbane wydany w 1991 roku nakładem Def American. Jego producentem był Brendan O’Brien.

## Lista utworów
1. „Smashed and Blind” - 4:41
2. „You Load Me Down” - 3:02
3. „Ezy” - 3:38
4. „Black Lagoon” - 4:43
5. „Broken Doll” - 4:41
6. „Twice as Mean” - 4:38
7. „Cathode Ray Clinic” - 5:02
8. „The Loveless” - 3:58
9. „After Midnight” - 4:05
10. „Temple of Rock” - 2:48
11. „Moonlight” - 2:18
12. „Dead at Last” - 2:40

## Muzycy
- Blaze Bayley – wokale prowadzące
- Jason Edwards – gitara
- Jeff Hately – gitara basowa
- Steve Ellet – perkusja

## Personel techniczny
- Steve Scofield	– fotograf
- Stephen Sweet – fotograf
- Ashley Alexander – asystent inżyniera
- Nick DiDia – inżynier
- Gareth Cousins – inżynier
- Simon Maxted – projektant okładki, grafik
- Steve Danger – fotograf